# Biton cataractus
Biton cataractus är en spindeldjursart som beskrevs av Lawrence 1968. Biton cataractus ingår i släktet Biton och familjen Daesiidae. Inga underarter finns listade.